# Rudolf Riedl
Rudolf Peter Riedl, född 7 juni 1907 i Wien i Österrike-Ungern, död 4 december 1994 i Salzburg i Österrike, var en österrikisk hastighetsåkare på skridskor. Han deltog i olympiska spelen i Sankt Moritz 1928 på alla distanser.